# 張敬軒影視作品列表
下表列出張敬軒歷年的電影、電視作品，以及在電影參與及亮相電視節目和廣告之列表。

## 電影
| 年份   | 電影名稱           | 參與性質             | 角色                   |
| 2004年 | 《我的大父母》     | 客串                 | 韓劇《啞女情深》的演員 |
| 2005年 | 《擁抱每一刻花火》 | 主演：三大男主角之一 | Ronald                 |
| 2007年 | 《十分愛》         | 主演：三大男主角之一 | 張同祖醫生（Joe）      |
| 2007年 | 《女人本色》       | 主演：三大男主角之一 | 吳大宇                 |
| 2007年 | 《醒獅》           | 客串                 | 小張                   |
| 2008年 | 《分手公司》       | 客串                 |                        |
| 2010年 | 《葉問前傳》       | 客串                 | 曹公子                 |
| 2013年 | 《超級經理人》     | 客串                 | 劫匪                   |
| 2014年 | 《金雞SSS》        | 客串                 | 敬軒                   |
| 2017年 | 《燦爛這一刻》     | 主演：第一男主角     | 余夢輝                 |
| 2023年 | 《超神經械劫案下》 | 主演：第一男主角     | 有成                   |

## 微電影/故事錄像
| 年份   | 名稱                                                                              | 角色   | 備註                                       |
| 2015年 | 《靈魂相認》                                                                      | 啓緣   | 名字來自張敬軒一位離世的舅父               |
| 2019年 | 《看得見的完美》(MediLASE x 張敬軒 微電影)                                        | Hins   |                                            |
| 2021年 | 「賽馬會藝壇新勢力 2020/2021」委約作品： 《魂遊記》音樂故事錄像 - 阮兆輝 X 張敬軒 | 不適用 | 歌曲：《魂遊記》(混合南音與粵語流行曲元素) |
| 2021年 | FHProduction 《暗戀》                                                             | 張敬軒 |                                            |

## 配音
| 年份   | 類型     | 遊戲/電影名稱        | 角色                         |
| 2008年 | 網路遊戲 | 《跑Online》         | 軒少                         |
| 2008年 | 動畫電影 | 《風雲決》           | 聶風                         |
| 2015年 | 動畫電影 | 《小王子》           | 王子先生                     |
| 2017年 | 動畫電影 | 《LEGO蝙蝠俠英雄傳》 | 羅賓                         |
| 2023年 | 動畫電影 | 《元素大都會》       | 劉滴水 (阿水)（Wade Ripple） |

## 音樂劇
| 演出年份 | 演出日期                        | 劇團              | 劇目                                         | 地點                         | 參與性質     | 角色                  |
| 2006年   | 9月7日至11日                    | 903森美小儀歌劇團 | 《Big Nose》                                 | 香港：香港演藝學院歌劇院     | 客串         |                       |
| 2007年   | 1月25日                         | 不適用            | 《NCM Live向祖兒狂呼 - Safari 薩花拉音樂劇》 | 香港：香港會議展覽中心       | 客串         | 小鹿 (註：演唱及演出) |
| 2008年   | 10月17日至21日                  | 903森美小儀歌劇團 | 《小孖俠》                                   | 香港：九龍灣國際展貿中心匯星 | 特別演出嘉賓 | 小旋風 (未來)         |
| 2010年   | 7月3日至18日 (7月5日及12日休演) | W創作社           | 《Octave 柯廸夫》                            | 香港：香港演藝學院歌劇院     | 主演         | 軒仔／柯廸夫          |

## 舞台劇
| 演出年份 | 演出日期                                                    | 劇團       | 劇目                 | 地點                                        | 參與性質 | 角色  |
| 2012年   | 7月28日至8月19日 (7月30日、8月6日及13日休演) 11月23日至25日 | 香港話劇團 | 《我和秋天有個約會》 | 香港：香港演藝學院歌劇院 · 臺灣：台北新舞臺 | 主演     | Danny |
| 2013年   | 3月15日至3月24日 (3月18至20日休演)                          | 風車草劇團 | 《Bent 屈獄情》      | 香港：葵青劇院                              | 客串     | Greta |
| 2014年   | 5月9日至6月1日 (5月12日、19日及26日休演)                    | 神戲劇場   | 《馬 EQUUS》         | 香港：香港演藝學院賽馬會演藝劇院            | 主演     | Alan  |

## 廣播劇
| 年份   | 電台/劇團      | 劇目                        | 角色         |
| 2003年 | 新城廣播劇團   | 《長夜不眠》                | Hins         |
| 2004年 | 新城廣播劇團   | 《愛讓右手作主》            | 楊超         |
| 2006年 | 叱咤903        | 《黃金少年Season 1》        | 阮欣欣前男友 |
| 2006年 | 叱咤903        | 《黃金少年Season 4》        | 班長         |
| 2006年 | 廣州電台       | 《軒之物語》                | Hins         |
| 2006年 | 988廣播劇團    | 《Hins & Ivana 偶像事件簿》 | Hins         |
| 2007年 | 叱咤903        | 《爆炸糖劇場》              | 李嘉誠       |
| 2008年 | 叱咤903        | 《最好的時光Season 1、3》   | 陳裕恆       |
| 2015年 | 叱咤903        | 《發條象の翼》              | 張軒         |
| 2016年 | 香港電台第二台 | 《結婚花車》                | Joe          |

## 電視劇
| 年份   | 電視台         | 劇集名稱                      | 擔任                                  | 角色       |
| 2006年 | 香港電台電視部 | 《少年不識愁滋味》之《小琴》  | 單元主角                              |            |
| 2007年 | 佛山電視台     | 《都市萬花筒之有缘兜個圈》    | 客串                                  | 梁炳       |
| 2007年 | 無綫電視       | 《森之愛情 第五集：我的病人》 | 單元主角                              | 軒仔       |
| 2008年 | 無綫電視       | 《盛裝舞步愛作戰》            | 客串 (第一集)                         | 路人       |
| 2022年 | ViuTV          | 《940920》                    | 客串 (第二集) (第五、九、十集 - 聲演) | 出版社編輯 |

## 個人特輯
| 年份   | 播映日期 | 電視台   | 名稱               | 備註             |
| 2019年 | 1月6日   | 無綫電視 | 《軒仔與他的產地》 | 首個個人音樂特輯 |